# Etničke grupe Slovenije
Etničke grupe Slovenije, 2.002.000 stanovnika (UN Country Population; 2008)
- Albanci, Gegi	6.200
- Austrijanci	5.400
- Bošnjaci	85.000
- Britanci	300
- Crnogorci	4400
- Česi	200
- Furlani	2000
- Hrvati	35.000
- Mađari	6400
- Makedonci	4.800
- Nijemci	13.000
- Poljaci	400
- Romi, Sinti	4000
- Slovaci	200
- Slovenci	1.750.000
- Srbi 57.000
- Talijani	4100
- Ukrajinci	600
- Venecijanci, Istrijani	5100